# دولت اکثریت
دولت اکثریت، به دولتی گفته می‌شود که توسط یک یا چند حزب از جمله حزب حاکم اکثریت مطلق کرسی‌های مجلس را کسب کند. چنین دولتی می‌تواند متشکل از یک حزب باشد که اکثریت را به تنهایی به دست آورد، یا یک دولت ائتلافی متشکل از چندین حزب باشد. این برخلاف دولت اقلیت است که در آن دولت اکثریت را ندارد و برای تصویب قوانین نیاز به همکاری با احزاب مخالف دارد. اکثریت دولتی موازنه قوا را تعیین می‌کند.  اگر در دولت اکثریت فقط احزاب خارج از دولت اکثریتی را در توافق با هم کسب کنند دولت اکثریت به حساب نمی‌آیند.
دولتی که اکثریت را داراست معمولاً از تصویب قوانین خود اطمینان دارد و به ندرت ترس از شکست در پارلمان دارد، دولتی که باعنوان اکثریت کارگری شناخته می‌شود. در مقابل، یک دولت اقلیت بایستی دائماً برای حمایت از احزاب دیگر به چانه‌زنی بپردازد تا برای جلوگیری از شکست در رای عدم اعتماد در قوانینی که به تصویب می‌رساند جلوگیری شود، دولت‌های اکثریت تک حزبی پس از عملکرد قوی در انتخابات تمایل به تشکیل دولت دارند.
اصطلاح «دولت اکثریت» ممکن است برای یک ائتلاف طولانی مدت پایدار از دو یا چند حزب برای تشکیل اکثریت مطلق نیز استفاده کنند. یک نمونه ائتلاف انتخاباتی را در استرالیا شاهدیم، جایی که احزاب لیبرال و ملی به‌عنوان یک بلوک انتخاباتی که به سادگی به عنوان ائتلاف شناخته می‌شوند، برای دهه‌ها با هم مشارکت دارند. در این ائتلاف تنها حزب یا ائتلاف در استرالیا است که حداقل ۹۰ کرسی از ۱۵۱ کرسی مجلس نمایندگان را در یک انتخابات فدرال به دست آورده است (این سه بار در سالهای ۱۹۷۵، ۱۹۹۶ و ۲۰۱۳ اتفاق افتاده است). بزرگ‌ترین دولت اکثریت در استرالیا در سال ۱۹۷۵ هنگامی که ائتلاف ۷۱٫۶۵ درصد از کرسی‌ها را با پیروزی قاطع به دست آورد، انتخاب شد.